# Substanță albă

Structura tipică a unui neuron. Schema prezintă o celulă nervoasă dintr-un organism animal cu axon și dendrite la periferie. In sistemul nervos central teaca de mielină este alcătuită din Oligodendrocite, pe când în sistemul nervos periferic celulele Schwann alcătuiesc teaca de mielină, având din loc în loc gâtuirile lui Ranvier.

Substanța albă și substanța cenușie reprezintă cele două componente ale sistemului nervos central. 
Substanța albă (lat. Substantia alba) este situată la nivelul creierului în profunzimea emisferelor cerebrale și cerebeloase, în timp ce în măduva spinării ea ocupă o poziție superficială.
 Agregate de substanță cenușie, ca de exemplu nucleii bazali (talamusul, nucleul caudat, putamenul, globul palid, nucleul subtalamic, nucleul accumbens), nucleii trunchiului cerebral (nucleul roșu, substanța neagră, nucleii nervilor cranieni) sunt distribuiți în profunzimea substanței albe.
 Cerebelul este structurat cu substanța albă la exterior și nucleii cerebelului (nucleul dentat, nucleul globos, nucleul emboliform și nucleul fastigial) distribuiți în profunzimea substanței albe de asemenea și ventriculii cerebrali (ventriculii laterali, ventriculul trei, aqueductul lui Sylviusul și ventriculul patru) 

- Substanța albă e compusă în cea mai mare parte din prelungirile nervoase (axonii și dentritele) neuronilor care sunt situați în exclusivitate în substanța cenușie. 
Axonii au rolul de a conecta diferitele zone ale substanței cenușii, ei transmițând impulsurile nervoase (potențiale de acțiune) de la un neuron la altul.

În substanța albă, prelungirile axonilor sunt acoperite de un strat (teacă de natură lipidică) de mielină. Mielina are rolul de a izola electric fibrele nervoase și de a facilita o conducere rapidă a potențialelor de acțiune, împiedicând un scurtcircuit între căile nervoase. 

În sistemul nervos central, teaca de mielină e produsă de oligodendrocite, o varietate specializată de celule gliale (vezi țesut glial, neuroglie).

Pe când în sistemul nervos periferic, unde celulele Schwann contribuie la teaca de mielină a unui singur axon, în sistemul nervos central, teaca de mielină a unui grup de axoni este alcătuită de singur oligodendrocit. 
Aceasta are o semnificație clinică importantă, deoarece o leziune la nivelul unui singur oligodendrocit duce la demielinizarea unui grup de axoni, în timp ce o leziune la nivelul unei singure celule Schwann afectează un singur axon,  consecințele fiind mai puțin grave. 
Mănunchiurile (fascicolul) de fibre axonale din substanța albă pot fi împărțite în trei categorii:
1. fibre de asociație,
2. fibre comisurale și
3. fibre de proiecție.

- Fibrele de asociație conectează diferite arii corticale aflate în aceeași emisferă cerebrală ca de exemplu  cingulumul, fasciculul longitudinal superior, fasciculul longitudinal inferior, fasciculul uncinat.
- Fibrele comisurale, cuprind corpul calos, comisura anterioară, comisura posterioară și conectează între ele cele două emisfere cerebrale.
- Fibrele de proiecție conectează diverse arii corticale cu structuri subcorticale  ca de exemplu: (fibrele de proiecție talamo-corticale, radiația optică), conectând cu trunchiul cerebral (care cuprinde: fasciculul cortico-mezencefalic, cortico-pontin și cortico-bulbar), cu cerebelul (care cuprinde: pedunculii cerebeloși superior, mijlociu și inferior) și cu măduva spinării (prin tractul cortico-spinal, cunoscut și sub numele de tractul piramidal, calea piramidală sau calea motorie) fasciculele nervoase din măduvă se mai pot împărți după topografie în Funiculus anterior, Funiculus lateralis și Funiculus posterior .
- Substanța cenușie e compusă în cea mai mare parte din neuroni (corpi celulari cu nuclei), alături de dendrite și axoni scurți. Într-o formulare simplificată, substanța cenușie poate fi privită ca fiind responsabilă de procesarea informației, în timp ce substanța albă asigură transmisia informației. Unele leziuni la nivelul substanței albe pot fi reversibile, în timp ce capacitatea de regenerare a corpilor celulari din substanța cenușie e extrem de limitată.